# Ralik-Kette
Die Ralik-Kette (marshallesisch Rālik) ist eine Inselkette im Westen des Territoriums der Marshallinseln. Das aus der marshallesischen Sprache stammende Wort rālik bedeutet „Sonnenuntergang“ (Westen). Auf den Inseln der Gruppe leben etwa 21.100 Menschen.
Auf dem Bikini-Atoll und dem Eniwetok-Atoll fanden in den 1940er und 1950er Jahren zahlreiche US-amerikanische Atombombentests statt, darunter auch die bisher stärkste thermonukleare Kernexplosion der USA unter dem Namen Castle Bravo.
Viele der die Atolle bildenden Inselchen sind unbewohnt oder wegen der hohen radioaktiven Strahlenbelastung auf unabsehbare Zeit unbewohnbar.
Die Ralik-Kette setzt sich aus folgenden Atollen und isolierten, das heißt nicht zu Atollen gehörenden Einzelinseln zusammen:
- Ailinginae (Atoll)
- Ailinglaplap (Atoll)
- Bikini (Atoll)
- Ebon (Atoll)
- Eniwetok (Atoll)
- Jabwot (Insel)
- Jaluit (Atoll)
- Kili (Insel)
- Kwajalein (Atoll)
- Lae (Atoll)
- Lib (Insel)
- Namorik (Atoll)
- Namu (Atoll)
- Rongerik (Atoll)
- Rongelap (Atoll)
- Ujae (Atoll)
- Ujelang (Atoll)
- Wotho (Atoll)

## Marschallflagge

Flagge der Ralik-Inseln (Marschallflagge) 1878–1894

Vom 19. November 1878 bis 7. März 1894 führte die einheimische Bevölkerung der Ralik-Inseln eine eigene Flagge. Sie wurde vom deutschen Korvettenkapitän Bartholomäus von Werner, dem Kommandanten der Ariadne, deren Segelmacher sie vermutlich angefertigt hatte, „vorbehaltlich der Genehmigung der Kaiserlich Deutschen Regierung als Landesflagge anerkannt“. Am 7. März 1894 wurde ihre Führung durch den Landeshauptmann der Marshall-Inseln, die mittlerweile Teil der deutschen Kolonie Deutsch-Neuguinea geworden waren, untersagt. Den Einheimischen wurde durch Allerhöchste Kabinettsorder vom 19. September 1893 das Recht zur Führung der Reichsflagge zugestanden.